# 宇垣一成
宇垣 一成（うがき かずしげ、旧字体：宇垣 一成󠄁、1868年8月9日〈慶応4年6月21日〉- 1956年〈昭和31年〉4月30日）は、日本の陸軍軍人、政治家。最終階級は陸軍大将。位階勲等は正二位勲一等功四級。
大正末期から昭和初期にかけて長州出身者に代わって陸軍の実権を握り、宇垣閥と称される勢力を築いた。陸軍大臣として宇垣軍縮を断行した。予備役入り後に組閣の大命が下ったが陸軍の反対で頓挫し、以後も幾度か首相に擬せられたがいずれも実現しなかった。短期間外相を務めた後公職から引退し、戦後になり参議院議員となったが在職中に死去した。

## 経歴

### 生い立ち
慶応4年（1868年）備前国磐梨郡大内村（現・岡山県岡山市東区瀬戸町大内）の農家に5人兄弟の末子として生まれた。水呑百姓・宇垣杢右衛門の五男で、幼名は杢次（もくじ）。後に海軍中将となる宇垣莞爾は甥にあたるが、宇垣纏とは同郷だが縁戚ではない。
若くして教員採用試験に合格、10代で小学校校長として働いた後に上京し、成城学校を経て陸軍に入った。軍曹に昇進した宇垣は陸軍士官学校に入学した。明治23年（1890年）7月26日に陸軍士官学校（1期）を卒業、 1890年（明治23年）7月29日の官報によると、陸軍士官学校第1期を歩兵科11番/103名で卒業している。明治24年（1891年）3月24日に陸軍歩兵少尉に任官した。明治29年（1896年）に一成と改名している。明治33年（1900年）に陸軍大学校（14期）を39人中3位で卒業し恩賜の軍刀を拝領した。尉官時代には薩摩出身の川上操六(明治32年に病死)の元で地位を上げ、岡市之助に付き昇進した(明治41年夏、岡の推薦で早稲田で「軍民一致」の講演)。尉官時代の宇垣は他人より出世が遅く成ったのは、岡市之助(大隈派)に付いて陸軍の山県派に干されたためである、処世術は天才的で巧みであった(昭和天皇独白録参照)。明治35年（1902年）から明治37年（1904年）にかけてドイツに留学した。この間に最初の妻の鎮恵が死亡している。明治39年（1906年）に再度ドイツに留学した。明治40年（1907年）に小原貞子と再婚。明治43年（1910年）に陸軍歩兵大佐に進級した。大正2年（1913年）、山本権兵衛内閣による陸海軍大臣現役制廃止に反対する文書を配布し、陸軍省軍務局軍事課長の要職から名古屋の歩兵第6連隊長に左遷された。大正4年（1915年）1月には軍事課長のポストに返り咲きを果たしている。その後、陸軍少将に進級、大正5年（1916年）に参謀本部第一部長、大正8年（1919年）に陸軍中将に進級、大正10年（1921年）3月11日に姫路の第10師団長、大正12年（1923年）には陸軍次官に就任した。

### 陸軍大臣
大正13年（1924年）、清浦内閣の陸軍大臣に就任した。この組閣では、初め、陸軍の長老・上原勇作元帥が福田雅太郎を推していたが、田中義一が陸軍三長官会議の合意を説得材料として宇垣を陸軍大臣とし、これ以後、陸軍三長官の推薦に基づき陸軍大臣人事を決定することが慣例となる。ところがこの慣例は、のちに宇垣が組閣する際に大きな壁として立ちはだかることとなった。
加藤高明内閣でも陸軍大臣に留任した。このころ、田中および政友会と距離をとるようになり、憲政会の方針で宇垣軍縮を実行した。すなわち大正14年（1925年）に、軍事予算の削減を目的とする軍縮を要求する世論の高まりを受けた加藤内閣は、陸軍省経理局長の三井清一郎を委員長とする陸軍会計経理規定整理委員会を設け、21個師団のうち高田の第13師団、豊橋の第15師団、岡山の第17師団、久留米の第18師団の計4師団、連隊区司令部16ヶ所、陸軍病院5ヶ所、陸軍幼年学校2校が廃止された。
この宇垣軍縮は、予算縮減を目的とはしていたものの、実際には、浮いた予算を装備の更新に回した。第一次世界大戦を経て近代化されていた諸外国の陸軍に比べ日本の装備は見劣りがしていたからである。戦車連隊と高射砲連隊各1個、飛行連隊2個、台湾での山砲兵連隊1個の新設、自動車学校と通信学校の開校、飛行機、戦車、軽機関銃、自動車牽引砲、野戦重砲の配備がおこなわれた。定員の縮小に伴い多くの将校が退役させられ、師団長4人、歩兵連隊長16人のポストがなくなった。これらは将校の反発を招いた。さらに中学校以上の学校に、余った将校を配置し、軍事教育を徹底させて国家総動員体制を構築しようとした。第1次若槻内閣でも引き続き留任し昭和2年（1927年）まで務めた。陸軍大将に進級。
昭和2年（1927年）には、政友会政権下での陸相を辞退して朝鮮総督に就任した。昭和4年（1929年）には、濱口雄幸内閣で再び陸軍大臣に就任し、再度軍縮を検討するも、自身の健康悪化と濱口首相遭難事件で実現しなかった。
このころ、幕僚が首謀者となり宇垣ら陸軍首脳も関与していた三月事件が発覚した。宇垣は、クーデター後の首相就任が予定されていたが、陸軍内の政友会系派閥に計画が漏れたためこの計画を断念した。昭和6年（1931年）に予備役となり、昭和11年（1936年）まで再び朝鮮総督を務めた。朝鮮総督時代に「内鮮融和」を掲げ、皇民化政策を行った。一方で農村振興と工鉱併進政策を推進したが、実効性には乏しく、宇垣の次に朝鮮総督となった南次郎の統治時代には、受け継がれなかった。また金の産出を奨励したものの、朝鮮系資本が育っていなかったことと国家予算の中から朝鮮への莫大な持ち出しが続きその回収のためほとんどの利益が日本資本に流されたことから、朝鮮人にまで利益は行き渡らなかった。ただし大谷敬二郎によれば、朝鮮人の間で歴代総督のなかで「朝鮮人のために尽くしてくれた唯一の総督」と宇垣が高く評価されていた。

### 組閣流産
昭和12年（1937年）に廣田内閣が総辞職した。このころは、昭和6年（1931年）の満州事変、翌昭和7年（1932年）の五・一五事件、翌昭和8年（1933年）の国際連盟脱退、昭和11年（1936年）には二・二六事件など、軍部による策謀によって日本の国際的孤立化が進み、陸軍皇道派などによるテロ事件が散発し、新聞報道による政治批判と政党政治の腐敗による国民の政治家不信などによって政情が不安定になっていった時期である。また、政情不安を理由に軍部の政治への干渉が著しくなり、危険な戦争への突入が懸念されていた。
これに対し、元老・西園寺公望は、加藤内閣の陸軍大臣として内閣の方針によく協力し、軍縮に成功した宇垣の手腕を高く評価し、宇垣ならば軍部に抑えがきくと考えたので、奏上により、組閣の大命降下がなされる運びとなった。「大物でありながら軍部ファシズムの流れに批判的であり、また中国や英米などの外国にも穏健な姿勢を取る宇垣」の首班登場は、世評も高かった。
ところが、石原莞爾参謀本部第一部長心得や田中新一陸軍省兵務局兵務課長などの陸軍中堅層は、軍部主導で政治を行うことを目論んでいた。宇垣の組閣が成れば軍部に対しての強力な抑止力となることは明白であったので、彼らは宇垣の組閣を阻止すべく動いた。石原は自身の属する参謀本部を中心に陸軍首脳部を突き上げ、寺内寿一陸軍大臣も説得し、寺内大臣から中島今朝吾憲兵司令官に命じて、宇垣に自主的に大命を拝辞させるように「説得」するようにとはからった。中島中将は、宇垣が組閣の大命を受けようと参内する途中、宇垣の車を多摩川六郷橋で止めてそこに乗り込み、寺内大臣からの命令であると言って拝辞するようにと「説得」したが。宇垣はこれを無視して大命を受けた。
しかし、石原は諦めず、軍部大臣現役武官制に目をつけて、宇垣内閣の陸軍大臣のポストに誰も就かないよう工作した。宇垣の陸軍大臣在任中、「宇垣四天王」と呼ばれたうちの2人、杉山元教育総監、小磯国昭朝鮮軍司令官にも工作は成功し、陸軍大臣のポストは宙に浮いた。宇垣は小磯に直接陸相就任を打診したが、「三長官会議で合意がとれればよい」「（合意がとれないから直接頼んでいるのだと詰め寄った宇垣に）三長官会議の合意がとれない状態で引き受けても、東京に向かう途中で『予備役編入』の通知を受け取って無駄骨になる」と言われた。
当時予備役陸軍大将だった宇垣自身が首相と陸相の兼任による内閣発足を模索し「自らの現役復帰と陸相兼任」を勅命で実現させるよう湯浅倉平内大臣に打診したが、失敗した際の宮中への悪影響を恐れた湯浅らに拒絶された。このため宇垣は、組閣を断念せざるを得ない状態へ追い込まれた。石原は後年、宇垣の組閣を流産させたこのときの自分の行動を、人生最大級の間違いとして反省している。石原の反省の意味するところは、宇垣の組閣流産の後、政治の流れが、石原が最も嫌う日本と中国の全面戦争、石原が時期尚早と考えていた対米戦争への突入へと動いていったことを顧みたものであり、石原の見立てでは、宇垣の力をもってすれば、この流れを変えることができた。また西園寺もこの組閣失敗によって気力をなくし、天皇の下問と奉答を辞退したい意向を述べるほどであった。
なお、反宇垣派の中心的な人物であった石原と田中は仙台陸軍地方幼年学校の出身で、石原の原隊は歩兵第65連隊、田中の原隊は歩兵第52連隊でこれらはすべて宇垣軍縮により廃止されたものであった。この怨念が二人を反宇垣に走らせた原動力となったと理解することもできる。
予備役でも陸相になることが可能であれば、宇垣自身が陸相を兼任して宇垣内閣が発足できたのであるが、大正デモクラシーのさなかの第1次山本内閣において軍部大臣の現役武官制が廃止されて予備役に拡大されるとき、強硬に反対して陸軍首脳部を突き上げたのは四半世紀前の宇垣その人（当時陸軍省軍務局軍事課長）であり、直前の広田内閣でその現役武官制が復活したことによって組閣の断念に追い込まれたのは皮肉であった。

### その後

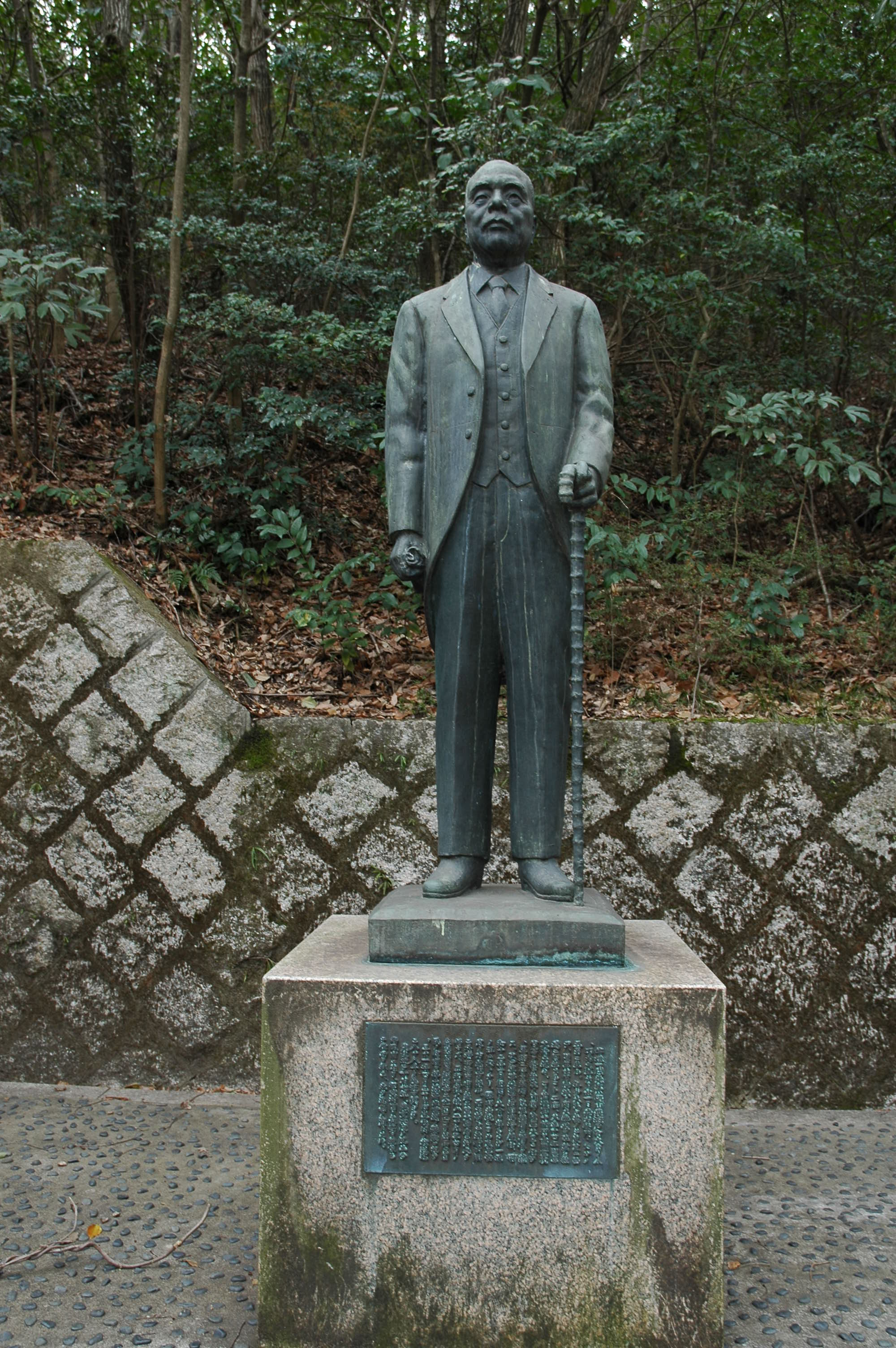
岡山県護国神社の宇垣の像

この後もたびたび次期首相候補として名前が挙がるが、「陸軍が賛成しない」として大命降下には至らなかった。昭和13年（1938年）に第1次近衛内閣で外務大臣に就任さらに拓務大臣を兼任している。

#### 宇垣外交
組閣流産から半年後の昭和12年（1937年）7月7日に盧溝橋事件が勃発、日中戦争に突入した。近衛文麿首相は事変初期段階での収拾に失敗し、いわゆる近衛声明（「爾後国民政府ヲ対手トセズ」）を発するに及んで泥沼化が懸念されていた。事態を憂慮していた宇垣は昭和13年（1938年）5月の改造内閣に外務大臣としての入閣を請われると、日中和平交渉の開始や「対手とせず」方針の撤回を条件に就任、子分の杉山陸相や後任の板垣陸相を使い中国本土や満州への進攻に邁進した。早々に近衛声明の再検討を表明し、駐日英国大使クレーギー・駐中英国大使カーなどを介し孔祥熙国民政府行政院長らと極秘に接触、中国側からの現実的な和平条件引き出しにも成功している(すべて外務省の外交交渉)（宇垣工作）。しかし近衛首相は蔣介石の下野など和平条件吊り上げの姿勢を見せ、近衛声明の維持を表明するなどした。また陸軍は外務省の和平工作を妨害する意図もあっていわゆる興亜院の設置を働きかけ、対中外交の主導権を外務省から奪うことを画策、近衛も賛成した。こうして、近衛首相からも梯子を外された形となり、外相を辞任した。なお、在任中に発生したソ連との国境紛争張鼓峰事件を陸軍が停戦交渉によって停戦させている。在任中には牛場信彦らいわゆる革新派とされる若手外交官が宇垣宅を訪問して対中強硬論や革新派のリーダー白鳥敏夫の次官就任といった外交刷新を訴えるといった「事件」も発生しているが、省内のこうした路線対立も宇垣の指導力発揮を困難なものにしていた。以上のように首相や外務省の支えが無い中で、さしたる成果もあげられないまま辞任に至ったが、目下の課題を実務的に処理する堅実な姿勢を見せた。宇垣が国民政府から引き出した条件は後の日米交渉に比べてはるかに有利なものであるのはもちろん、交渉ルートが確実に国民政府中枢と通じた「筋の良い」ものであったこと、相互の信頼関係の存在などから、その後様々な形で行われた日中和平の試みのなかでも最も実現性が高く貴重なものであったとの評価もある。満州事変以来の日本外交を厳しく批判していた外交評論家の清沢洌は宇垣外交を高く評価、「日本は久々に外交を持った。外交官ではない人物によって」と評したとされる。

#### 太平洋戦争期の宇垣擁立工作
昭和12年（1937年）9月に辞任し以後一線を退いたあとも、民間から重臣層に至る幅広い和平派グループからの信頼が厚い宇垣は、何度も首班候補に挙げられた。
　特に、吉田茂は、昭和14年から18年にかけて度々、宇垣首班擁立工作を行なったが、陸軍や内大臣の湯浅倉平、木戸幸一らの反対で全て失敗に終わった(吉田はこうした活動が元で昭和20年4月に憲兵隊に逮捕された)。すなわち昭和14年（1939年）、吉田は、平沼内閣総辞職が噂されると、岳父で元内大臣の牧野伸顕や貴族院議員の樺山愛輔、元時事新報社社長の小山完吾らを通じ宇垣擁立工作を行うが、昭和天皇や陸軍が阿部信行を推したこともあり、断念した。また、昭和15年（1940年)秋には第2次近衛内閣の総辞職を勧告し、宇垣に対しても組閣工作を促す手紙を送っている。さらに、昭和17年（1942年）、吉田は、4月に宇垣と平沼騏一郎の会談、10月に宇垣と真崎甚三郎（陸軍皇道派の領袖）の会談を実現させ、12月には東大病院に入院中の近衞文麿への根回しを行い、宇垣に組閣を打診したが、このときは拘束の多い中での組閣は望まないとして宇垣のほうが断っている。
　宇垣擁立工作を行なったのは吉田だけではない。東條内閣打倒の急先鋒だった中野正剛らは、昭和18年（1943年）、宇垣が後継首班として倒閣運動を行い、重臣たちの了解も取り付けた。宇垣本人も中野の策を了承し、東條内閣打倒に賛意を示した。しかし中野たちのこの倒閣運動は東條英機に事前に弾圧され、ここでも宇垣内閣は誕生することはなく終わった。
　結局、軍部を抑えることのできる人材として期待を集めた宇垣ではあったが、陸軍大臣時代に大規模な宇垣軍縮を実施したこと、三月事件で実行直前に翻意したことで陸軍内に敵が多く、ついに首相となることなく、昭和19年（1944年）に拓殖大学第5代学長に就任した。

#### 戦後の宇垣
昭和20年（1945年）、太平洋戦争終結の後、公職追放。
東京裁判を主導した主席検察官のキーナンは、米内光政・若槻禮次郎・岡田啓介と並んで宇垣を「ファシズムに抵抗した平和主義者」と呼び賞賛し、四人をパーティーに招待し歓待している。
昭和27年（1952年）に追放解除された。昭和28年（1953年）4月に行われた第3回参院選挙で全国区から立候補した。当選圏は約15万票だったが、宇垣は最高点51万3765票を集めてトップ当選した。選挙運動中に倒れ、ほとんど議員活動はできなかった。山田風太郎によると死因は「打ち合わせ中の火鉢の焚き過ぎによる一酸化炭素中毒」で昭和31年（1956年）に静岡県伊豆長岡町（現在の伊豆の国市長岡）の松籟荘で議員在職のまま死亡した。
死去に際し、昭和天皇・香淳皇后から侍従が派遣され、祭粢料と花を賜った。
墓所は多磨霊園。宇垣の87歳は、平成28年（2016年）現在、現職の参議院議員として最高齢タイ記録である（もう1人は市川房枝、こちらも議員在職のまま死亡した）。哀悼演説は同年5月9日、参議院本会議で青木一男により行われた。

## 家族
- 父・宇垣杢右衛門 ‐ 岡山県潟瀬村の農家。一成はその五男の杢次として生まれたが父は出生前に病死。[17][18][19]
- 兄・宇垣十七八 ‐ 二男に宇垣完爾
- 妻・貞子 ‐ 小原伝の兄で陸軍少将の小原芳次郞の長女。[20]
- 長男・一雄 ‐ 三井物産。岳父に陸軍獣医学校校長などを務めた渡辺満太郎。[21]
- 長女・美子 ‐ 横浜埋立社長・矢野義弓の長男・義男の妻。義男の祖父は海軍軍医大監・矢野義徹。[21]
- 二女・秀子 ‐ 渡辺勝三郎の四男で鉄道省の渡辺和夫の妻。雙葉高女出身。[21]
- 三女・光子 ‐ 陸軍大尉・三橋泰夫の妻。女子学習院出身。[21]
- 四女・芳子 ‐ 石坂善次郎の三男で陸軍大尉の石坂正義の妻。雙葉高女出身。[21]

## 評価
上原勇作元帥を中心とする九州閥には「蝙蝠のような男」と揶揄された。田中義一の腹心として陸相に抜擢されたにもかかわらず、自身の派閥強化のため反長州閥的な行動（予備役入りや陸大からの排除）をとる。怪文書内で軍部大臣現役武官制に固執し政党政治を強く批判、三月事件に代表されるように軍部による国家支配を画策したにもかかわらず、西園寺により首班指名されるとそれら全てを否定した。三月事件でも態度を翻している。軍国主義を誰よりも推進させてきた張本人の変節は石原のみならず宇垣閥にも受け入れられるものではなかった。ファシズムに抵抗したのではなく、ファシズムに受け入れられなかったのである。
「聞き置く」など曖昧な表現を多用し、外相在任中に起きた張鼓峰事件においては、あたかも出兵を容認したかのように受け取られた。宇垣は昭和天皇に対しては明確に反対論を上奏していたため天皇は不信感を持ったとされ、『昭和天皇独白録』では「この様な人を総理大臣にしてはならないと思ふ」と酷評されていた。昭和天皇は三月事件の遠因も宇垣の言い回しが原因ではないかと考えていた。
自他ともに認める首相候補であり、内閣流産後も幾度となく候補として名前が挙がったが、結局首相になれず候補のままで他界したことから「政界の惑星」と呼ばれるようになった。惑星は太陽（＝首相）のまわりを回り続けるが、自ら太陽（＝首相）にはなれないとの意味である。議会主義を尊重していたことなどから大物軍人としては珍しく政党政治家グループにも人気があり、戦前は民政党総裁に、戦後直後には日本進歩党総裁に推されたことがあったが、これらも実現をみることはなかった。

## 逸話
宇垣は、田舎者らしく無頓着な平民的容貌だったが、人一倍功名心に燃えているところもあった。
田中の援助で陸相になれたにもかかわらず、「余に対する内外の期待はかなり大である」、「帝国の運命盛衰は吾一人にある」と日記に書くほど自意識過剰であった。
公刊された『宇垣一成日記』(正式名は『一如庵随想録』)には「！」が2000回以上、「！！」が1000回以上用いられているという。

## 宇垣閥
長州閥の領袖である田中義一の元で権力を蓄えた宇垣は、田中派を引き継ぐ形で陸軍内の一大派閥を形成し、1920年代の陸軍の主要ポストを独占した。宇垣派と目された陸軍中央幕僚としては、以下の人物が挙げられる。
- 金谷範三（陸士5期、参謀総長）
- 畑英太郎（陸士7期、陸軍次官）
- 南次郎（陸士6期、陸軍大臣、朝鮮総督）
- 阿部信行（陸士9期、首相、陸軍大臣代理、朝鮮総督）
- 二宮治重（陸士12期、文部大臣、参謀次長）
- 杉山元（陸士12期、元帥、陸軍大臣、参謀総長、教育総監）
- 小磯國昭（陸士12期、首相、陸軍次官、朝鮮総督）
- 建川美次（陸士13期、参謀本部第一部長）

また、同期の鈴木荘六（参謀総長）、白川義則（陸軍大臣）も宇垣に協力的であった。
彼らはいずれも長州出身者ではなく、菅野尚一、松木直亮といった長州出身者は有力ポストについていない。このような長州閥から宇垣閥への改造は、田中の後継者と目された津野一輔の死後本格化したとされる。
1920年代中盤からは、永田鉄山ら一夕会のメンバーを中心とする中堅幕僚からの過激な突き上げの抑制に苦心する。一夕会メンバーは長州閥の流れを汲む宇垣閥による陸軍の支配をよく思っておらず、会員で課長クラスの要職を独占することで、徐々に権力を奪っていく。1931年の犬養内閣の組閣時には、宇垣の推す阿部信行が陸相になる手筈であったが、永田から政友会の有力者小川平吉へ、鈴木貞一から森恪への工作が功を奏し、荒木貞夫（陸士9期）を陸軍大臣に就くこととなる。田中・宇垣閥と対立していた上原閥の流れを汲む佐賀閥系に属する荒木は、参謀総長に閑院宮載仁親王、参謀次長に真崎甚三郎を据えたほか、小畑敏四郎作戦課長、山岡重厚軍務局長、山下奉文軍事課長など起用するなど、陸軍中央の要職から宇垣閥を一気に排除し、陸軍内部の勢力図を大きく書き換えることとなる。
1936年の二・二六事件後には、皇道派の粛清の巻き添え食らう形で、南、阿部、建川が予備役に編入されるなど、さらに勢力を弱めることとなった。

## 首相候補
- 第37代首相・阿部信行内閣：近衛文麿、西園寺公望が宇垣を推薦
- 第41代首相・東条英機内閣：若槻禮次郎、岡田啓介、清浦奎吾が宇垣を推薦
- 第42代首相・小磯国昭内閣：若槻禮次郎が宇垣を推薦

## 栄典
位階
- 1892年（明治25年）2月3日 - 正八位[24]
- 1894年（明治27年）11月2日 - 従七位[25]
- 1898年（明治31年）12月22日 - 正七位[26]
- 1904年（明治37年）3月22日 - 従六位[27]
- 1907年（明治40年）12月27日 - 正六位[28]
- 1911年（明治44年）2月10日 - 従五位[29]
- 1915年（大正4年）9月10日 - 正五位[30]
- 1919年（大正8年）9月10日 - 従四位[31]
- 1921年（大正10年）9月30日 - 正四位[32]
- 1924年（大正13年）1月10日 - 従三位[33][34]
- 1927年（昭和2年）1月15日 - 正三位[33][35]
- 1930年（昭和5年）2月1日 - 従二位[33][36]
- 1938年（昭和13年）6月1日 - 正二位[37][38]

勲章等
| 受章年                     | 略綬 | 勲章名                       | 備考 |
| -------------------------- | ---- | ---------------------------- | ---- |
| 1895年（明治28年）10月19日 |      | 勲六等単光旭日章             |      |
| 1895年（明治28年）11月18日 |      | 明治二十七八年従軍記章       |      |
| 1902年（明治35年）11月29日 |      | 勲五等瑞宝章                 |      |
| 1906年（明治39年）4月1日   |      | 勲四等旭日小綬章             |      |
| 1906年（明治39年）4月1日   |      | 功四級金鵄勲章               |      |
| 1906年（明治39年）4月1日   |      | 明治三十七八年従軍記章       |      |
| 1914年（大正3年）5月16日   |      | 勲三等瑞宝章                 |      |
| 1915年（大正4年）11月7日   |      | 旭日中綬章                   |      |
| 1915年（大正4年）11月7日   |      | 大正三四年従軍記章           |      |
| 1918年（大正7年）9月29日   |      | 勲二等瑞宝章                 |      |
| 1920年（大正9年）11月1日   |      | 旭日重光章                   |      |
| 1920年（大正9年）11月1日   |      | 大正三年乃至九年戦役従軍記章 |      |
| 1921年（大正10年）7月1日   |      | 第一回国勢調査記念章         |      |
| 1924年（大正13年）2月23日  |      | 勲一等瑞宝章                 |      |
| 1927年（昭和2年）4月19日   |      | 勲一等旭日大綬章             |      |
| 1930年（昭和5年）12月5日   |      | 帝都復興記念章               |      |
| 1931年（昭和6年）4月14日   |      | 前官礼遇                     |      |
| 1936年（昭和11年）8月4日   |      | 前官礼遇                     |      |
| 1938年（昭和13年）9月30日  |      | 前官礼遇                     |      |
| 1940年（昭和15年）8月15日  |      | 紀元二千六百年祝典記念章     |      |

外国勲章佩用允許
| 受章年                     | 国籍           | 略綬 | 勲章名                               | 備考 |
| -------------------------- | -------------- | ---- | ------------------------------------ | ---- |
| 1905年（明治38年）11月27日 | 大韓帝国       |      | 勲三等八卦章                         |      |
| 1913年（大正2年）3月11日   | ロシア帝国     |      | 神聖アンナ第二等勲章                 |      |
| 1918年（大正7年）6月18日   | 支那共和国     |      | 三等文虎勲章                         |      |
| 1918年（大正7年）12月19日  | 支那共和国     |      | 二等大綬嘉禾章                       |      |
| 1922年（大正11年）2月13日  | フランス共和国 |      | レジオンドヌール勲章グラントフィシエ |      |
| 1931年（昭和6年）3月31日   | シャム王国     |      | レレファンブラン勲章グランクロア     |      |
| 1934年（昭和9年）3月1日    | 満州帝国       |      | 建国功労章                           |      |
| 1934年（昭和9年）5月9日    | 満州帝国       |      | 勲一位景雲章                         |      |
| 1935年（昭和10年）9月21日  | 満洲帝国       |      | 満洲帝国皇帝訪日記念章               |      |

## 著書
- 『青年訓練』松江市、1929年。全国書誌番号:44027931。
- 『時局談片』[出版社不明]、1932年6月。 NCID BA35112795。
- 『朝鮮最近の面影』朝鮮総督府、1933年。 NCID BA40212664。
- 『宇垣総督口演要旨』朝鮮総督府、1934年1月。 NCID BB21320532。
- 『朝鮮の将来 宇垣総督の演述』朝鮮総督府、1934年9月。 NCID BN12456312。全国書誌番号:21357187。
- 『伸び行く朝鮮 宇垣総督講演集』宇垣一成、1935年1月。 NCID BA31517955。全国書誌番号:73016426。
- 橋本文吉 編『朝鮮を語る』実業之日本社、1935年10月。 NCID BA43872488。全国書誌番号:47009672。
  - 永島広紀 編「朝鮮を語る」『植民地帝国人物叢書』 21巻、ゆまに書房〈朝鮮編 2〉、2010年5月。ISBN 9784843333853。 NCID BB02397846。全国書誌番号:21784558。
- 『身辺雑話』今日の問題社、1938年7月。 NCID BN05510509。全国書誌番号:46059496。
  - 『身辺雑話』（普及版）今日の問題社、1939年1月。 NCID BA51933861。全国書誌番号:44055848。
- 鄭大均 編「朝鮮を憶う」『日韓併合期ベストエッセイ集』筑摩書房〈ちくま文庫 て-14-1〉、2015年7月。ISBN 9784480432827。 NCID BB1909272X。全国書誌番号:22641710。

### 共著
- 宇垣一成述、鎌田沢一郎著『松籟清談』文芸春秋新社、1951年2月。 NCID BN04493903。全国書誌番号:51000105。

### 日記

#### 朝日新聞社
- 『宇垣日記』朝日新聞社、1954年8月。 NCID BN07686040。全国書誌番号:54010222。

#### みすず書房
- 『宇垣一成日記』 1（明治35年9月-昭和6年6月）、角田順校訂、みすず書房、1968年3月。ISBN 9784622017202。 NCID BN01776559。全国書誌番号:49005593。
- 『宇垣一成日記』 2（昭和6年6月-昭和14年2月）、角田順校訂、みすず書房、1970年10月。ISBN 9784622017219。 NCID BN01776559。全国書誌番号:73002628。
- 『宇垣一成日記』 3（昭和14年3月-昭和24年7月）、角田順校訂、みすず書房、1971年1月。ISBN 9784622017288。 NCID BN01776559。全国書誌番号:73002629。
  - 『宇垣一成日記』 1（明治35年9月-昭和6年6月）、角田順校訂（オンデマンド版）、みすず書房、2010年8月。ISBN 9784622062110。 NCID BB06384631。全国書誌番号:22312068。
  - 『宇垣一成日記』 2（昭和6年6月-昭和14年2月）、角田順校訂（オンデマンド版）、みすず書房、2010年8月。ISBN 9784622062127。 NCID BB06384631。全国書誌番号:22312069。
  - 『宇垣一成日記』 3（昭和14年3月-昭和24年7月）、角田順校訂（オンデマンド版）、みすず書房、2010年8月。ISBN 9784622062134。 NCID BB06384631。全国書誌番号:22312070。